# Magomied Tuszajew
Magomied Sałaudinowicz Tuszajew, ros. Mагомед Салаудинович Тушаев (ur. 23 lutego 1986) – rosyjski wojskowy narodowości czeczeńskiej.

## Życiorys
Studiował finanse i prawo w Machaczkale. W 2008 wstąpił do OMONu. Następnie pełnił funkcję zastępcy szefa wydziału SOBR „Terek”. W 2017 został dowódcą 141 Pułku Zmotoryzowanego Czeczeńskiej Gwardii Narodowej im. Achmata Kadyrowa. W 2019 został awansowany na stopień majora. W 2021 Tuszajew wziął udział w testach w ośrodku szkoleniowym Gwardii Narodowej Federacji Rosyjskiej w Kraju Stawropolskim.
W pierwszej połowie lutego 2022 w stopniu majora pozostawał dowódcą 141 Pułku. Podczas inwazji Rosji na Ukrainę władze ukraińskie podały, że 26 lutego 2022 został zabity przez żołnierzy Gwardii Narodowej Ukrainy oraz elitarnego ukraińskiego oddziału Alfa. Ramzan Kadyrow w kolejnych dniach dementował informacje, ażeby Magomied Tuszajew zginął oraz zapewniał, że wojskowy żyje. Źródła opozycyjne twierdziły natomiast, że został on odesłany z frontu pod zarzutem sprzedaży broni zdobytej na Ukrainie. W wielu doniesieniach medialnych z tego czasu Tuszajew był tytułowany jako generał. Później między innymi w przekazie serwisu Telegraf.com.ua w przeciwieństwie do innych zabitych rosyjskich generałów, Tuszajew został określony generałem Rosgwardii (Federalna Służba Wojsk Gwardii Narodowej Rosji). 16 marca 2022 został również wymieniony jako generał w oświadczeniu ukraińskiej Rady Bezpieczeństwa Narodowego i Obrony dotyczącym zabitych przez stronę ukraińską od początku inwazji dowódców rosyjskich. Czeczeński serwis Czecznia Siegodnia opublikował film mający potwierdzić, iż Magomied Tuszajew żyje. Amatorski film pokazany jako dowód nie pozwala zweryfikować jednak jednoznacznie ani tożsamości mężczyzny twierdzącego, że jest Tuszajewem, ani daty powstania samego nagrania. W czerwcu 2022 ogłoszono udekorowanie Tuszajewa medalem przez Ramzana Kadyrowa, a 7 lipca 2022 donoszono o inspekcji 141 pułku przez Tuszajewa. Pod koniec lipca 2022 Tuszajew został wymieniony wśród innych czeczeńskich wojskowych uczestniczących w inwazji na Ukrainie, gdy poinformowano, że posługuje się tam znakiem rozpoznawczym „Молния” (pol. „Błyskawica”). W październiku 2022 i w kolejnych miesiącach źródła czeczeńskie informowały o dowodzeniu przez Tuszajewa 96 pułkiem operacyjnym SKO WNG Federacji Rosyjskiej, działającym w rejonie Zaporoża. W styczniu 2023 i w maju 2023 informowano w Czeczenii, że żołnierze tej jednostki pod jego dowództwem mieli udać się z Groznego w strefę tzw. specjalnej operacji wojskowej.

## Odznaczenia i wyróżnienia
- Order Męstwa[2]
- Medal „Za Odwagę”[2]
- Medal Orderu „Za zasługi dla Ojczyzny” II stopnia z mieczami[2]
- Order Achmata Kadyrowa[33]
- Odznaka „Wybitny milicjant” za walkę z teroryzmem[2]
- Medal Pamięci Achmata-Chadży Kadyrowa Pierwszego Prezydenta Czeczeńskiej Republiki (2022)[34]
- Bohater Republiki Czeczeńskiej (2023)[35]
- Order „Za zasługi dla Ojczyzny” I klasy (2023)[36]